# Farsang Andrea
M. Tóthné Farsang Andrea (Székesfehérvár, 1967. november 26. – Szeged, 2022. december 13.) geográfus, talajtani szakmérnök, a Szegedi Tudományegyetem professzora, a Magyar Tudományos Akadémia levelező tagja.

## Élete és pályafutása
Gyermekkorát a Közeli Pázmándon töltötte, ahol az általános iskolai tanulmányait is folytatta, a középiskolát pedig a szülővárosában végezte el a József Attila Gimnáziumban (ma Ciszterci Szent István Gimnázium).
1991-ben a szegedi József Attila Tudományegyetemen szerzett matematika-földrajz-számítástechnika szakos középiskolai tanári diplomát. Ettől az évtől kezdve egész életén át az egyetem munkatársa maradt, 1991-től tanársegéd, 2005-től docens, 2019-től pedig egyetemi tanári kinevezéssel. 
1997-ben védte meg PhD disszertációját, melynek címe A talaj nehézfém tartalmának térbeli eloszlása mátrai mintaterületen, különös tekintettel az antropogén terhelésre volt. 2000-ben a gödöllői Szent István Egyetemen szerzett talajtani szakmérnöki diplomát. Az SZTE-n 2010-ben habilitált, majd A víz- és szélerózió szerepe a talaj humusz- és elemtartalmának horizontális átrendeződésében című MTA doktori értekezését megvédve 2017-ben szerezte meg a nagydoktori címet.
2014 és 2019 között két cikluson át a Természettudományi és Informatikai Kar oktatási dékánhelyetteseként, 2008-tól 2019-ig a Környezettudományi és Műszaki Intézet vezető helyetteseként tevékenykedett. 2014-2019 között a Természeti Földrajzi és Geoinformatikai Tanszék, majd 2021-től a Geoinformatikai, Természet- és Környezetföldrajzi tanszék tanszékvezető helyettesévé nevezték ki, illetve az MTA X. Osztály Természetföldrajzi Tudományos Bizottságának elnöke lett, egy évvel később pedig az MTA levelező tagjává választották.
Hosszan tartó betegség után 2022. december 13-án hunyt el Szegeden.

## Szakmai munkássága

### Kutatási témái
Farsang Andrea a földrajz két eltérő területén is termékeny munkásságot végzett, ezek pedig a talajtan és a szakmódszertan.
Talajtani kutatásainak legfőbb témája a környezet- és talajvédelem, azon belül is toxikuselem- és tápanyag-tartalom horizontális és vertikális átrendeződése volt. Ezzel kapcsolatban végzett tudományos tevékenysége a feltalaj makro- és mikroelem-tartalmának térbeli változását, a víz- és szélerózió (defláció) okozta tápanyagveszteség-becslést és annak modellezését, az antropogén talajok osztályozását, valamint a fitoremediáció talajtani hátterének vizsgálatát is magában foglalta. Miután 2000-ben megszerezte ezen irányú diplomáját, vezetésével akkreditált talaj- és vízvizsgálati laboratórium jött létre a tanszékén, amely mind a mai napig sikeresen működik, és a hallgatók gyakorlati képzésében is részt vesz.
Mindezek mellett a szakmódszertanban is komoly érdemeket szerzett. A professzor célja a hagyományos szóbeli előadások kiegészítéséhez egy haladó, modern technikával szemléltetett és interaktívabbá tett, problémamegoldás-centrikus tananyag létrehozása volt. Jelentősnek mondható a földtudományok és azon belül is a földrajz oktatásának módszertana, különösen a szakkönyvek és oktatási segédanyagok fejlesztése, valamint a hagyományos és online földrajz tankönyvek és oktatási segédanyagok hatékonyságának vizsgálata terén végzett tudományos tevékenysége. A témában két könyve is megjelent Földrajztanítás korszerűen (2011) és Földrajzi kísérletek és modellek (2014) címmel. Többek között a szegedi Mozaik Kiadó díjnyertes földrajzkönyveinek létrehozásában is részt vett. Oktatásmódszertani kutatásaiból kiemelkedik a szemkövető eszközök (Eye Tracker) alkalmazása, ennek a kutatási területnek a fejlesztésére 2016-ban, majd 2021-ben is elnyerte az MTA Közoktatás-fejlesztési kutatási pályázatán a Földrajz Szakmódszertani Kutatócsoport megalapításához és működtetéséhez szükséges támogatást, ezzel egy több hazai egyetemet átfogó kutatócsoport vezetője lett egészen a haláláig.

### Tudományos szervezeti tagságai
- MTA Közoktatási Elnöki Bizottság tagja 2017-2022
- MTA X. osztály Földrajz Tudományos Bizottság Oktatási Albizottság elnök 2016-2021
- MTA X. osztály Természetföldrajzi Tudományos Bizottság elnöke 2021-2022
- Magyar Rektori Konferencia Pedagógusképzési Bizottság tagja, 2014-2022
- MTA Földtudományok Osztálya Természetföldrajzi Tudományos Bizottság tag 2014-2022
- Szegedi Akadémiai Bizottság Föld- és Környezettudományi Szakbizottság titkár, 2013-2022
- Szegedi Akadémiai Bizottság Földrajzi Munkabizottság elnök, 2011-2012,
- OTKA Földtudomány II. zsűri tag, 2012, 2017-2018
- Csongrád Megyei Mérnöki Kamara tagja, 2011-2022
- MTA X. osztály Földrajz Tudományos Bizottság Oktatási Albizottság tag, 2009-2022
- Magyar Földrajzi Társaság tag, 1990-2022, emellett 2016-tól az országos választmány tagja[10]
- European Society for Soil Conservation tagja 1998-2022
- Magyar Agrártudományi Egyesület Talajtani Társaságának tagja 2000-2022
- Deutsche Bodenkundliche Gesellschaft tagja 2001-2022
- Tanárképzők Szövetsége Szakmódszertani Szakosztály tagja 2002-2022

### Kitüntetései
- Környezetvédelmi Műszaki Felsőoktatásért kitüntető oklevél (Magyar Mérnöki Kamara) 2020
- Arany Kréta-díj (SZTE Természettudományi és Informatikai Kar) 2014, 2019[11]
- Pro Geographia Oklevél (Magyar Földrajzi Társaság) 2018[12]
- Rektori elismerő oklevél, 2016
- Pázmánd Község Díszpolgára, 2014
- Magyar Felsőoktatásért Emlékplakett (Oktatási és Kulturális Minisztérium) 2010
- Pro Patria et Scientia témavezetői díj, 2008
- Mester Tanár Aranyérem, 2007
- Szádeczky – Kardoss Elemér-díj, 2000[13]

## Főbb művei
- Keveiné Bárány Ilona–Farsang Andrea: Terep- és laborvizsgálati módszerek a természeti földrajzban. Válogatás. Egyetemi jegyzet; JATEPress, Szeged, 1996
- Földrajztanítás korszerűen; SZTE TTIK Földrajzi és Földtani Tanszékcsoport, Szeged, 2011 (GeoLitera)
- Talajaink a változó természeti és társadalmi hatások között. Talajtani Vándorgyűlés. Szeged, 2010. szeptember 3-4.; szerk. Farsang Andrea, Ladányi Zsuzsanna; Talajvédelmi Alapítvány–Magyar Talajtani Társaság, Budapest–Gödöllő, 2011
- Táj – érték, lépték, változás; szerk. Farsang Andrea, Mucsi László, Keveiné Bárány Ilona; SZTE TTIK Földrajzi és Földtani Tanszékcsoport, Szeged, 2012 (GeoLitera)
- Földrajzi kísérletek és modellek; SZTE TTIK Földrajzi és Földtani Tanszékcsoport, Szeged, 2014 (GeoLitera)
- Keveiné Bárány Ilona–Farsang Andrea: Terep- és laborvizsgálati módszerek a természeti földrajzban; 3. átdolg. kiad.; JATEPress, Szeged, 2015
- Klímaváltozás okozta kihívások – globálistól lokálisig; szerk. Farsang Andrea, Ladányi Zsuzsanna, Mucsi László; SZTE TTIK Földrajzi és Földtudományi Intézet, Szeged, 2020 (GeoLitera)